# Rio de Janeiro – São Paulo nagysebességű vasútvonal
A Rio de Janeiro–São Paulo nagysebességű vasútvonal egy tervezett, normál nyomtávolságú, 518 km hosszú kétvágányú, 25 kV 50 Hz-cel villamosított nagysebességű vasútvonal Brazíliában Rio de Janeiro és São Paulo között. A vasút az ország két legnagyobb városát köti majd össze, és a korábbi tervek szerint 2014-ben nyílt volna meg a 2014-es labdarúgó-világbajnokságra. Az építkezés becsült költsége 9 milliárd amerikai dollár.

## Története
Az eredeti tervek szerint a tender eredményhirdetése 2015-ben, az építkezés befejezése 2020-ban volt várható, ám a terv folyamatos csúszásban van. A vasútvonal legkorábban valamikor a 2030-as években fog elkészülni. Várható megnyitása 2032.
A vonal a francia TGV technológia felhasználásával épül meg, és érinteni fogja az ország három repterét is.
2020-ban Wilson Witzel , Rio de Janeiro kormányzója kijelentette, hogy hajlandó hamarosan folytatni a nagysebességű szolgáltatás tervezését. Később márciusban a Hyperloop TT bejelentette, hogy a vállalat tervei között szerepel egy hyperloop-vonal megvalósítása Brazíliában, amely a jelenlegi gyorsvonatok helyébe léphet, így São Pauló és Rio de Janeiró között a menetidő mindössze 25 perc lenne.